# نمدار نقره‌ای
نَمدار نقره‌ای (نام علمی: Tilia tomentosa) که در آمریکا، آهک نقره‌ای و در انگلستان، لیموی نقره‌ای نیز شناخته می شوند. نام گونه‌ای از درخت نمدار است. 
این درخت گونه‌ای از گیاهان گل‌دار در خانواده پنیرکیان است. نمدار نقره‌ای گونه بومی جنوب شرقی اروپا و جنوب غربی آسیا، از رومانی و بالکان در شرق تا غرب ترکیه است. 

این درخت از تیرهٔ پنیرکیان (Malvaceae) راسته پنیرک‌سانان (Malvales) است.

## مشخصات
درختی است خزان کننده با ارتفاع۲۰-۳۵ متر و قطر تنه آن تا ۲ متر است. برگ‌ها به شکل گرد و به طول ۴-۱۳ سانتی‌متر و پهنای ۲/۵-۴ سانتی‌متر. برگان این درخت برنگ سبز هستند.

## اندیشه‌ها
باور عمومی این است که شهد این گونه حاوی مانوز است که می‌تواند برای برخی زنبورها سمی باشد. این اندیشه نادرست است، مشاهده تعداد زیادی زنبورها بر روی زمین در زمان گلدهی بیشتر ناشی از کمبود منابع شهد در اواخر تابستان در مناطق شهری است.

## نگارخانه

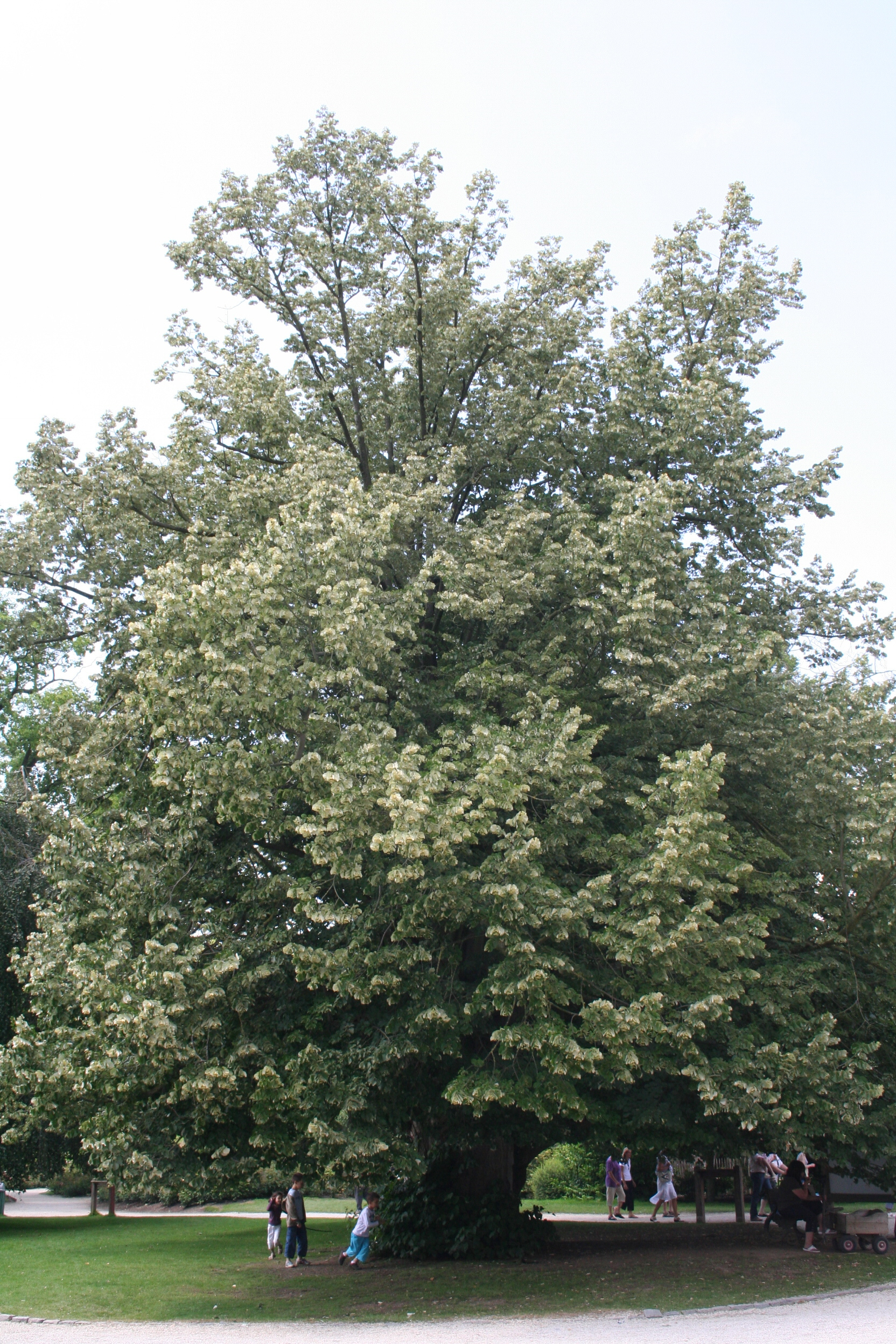
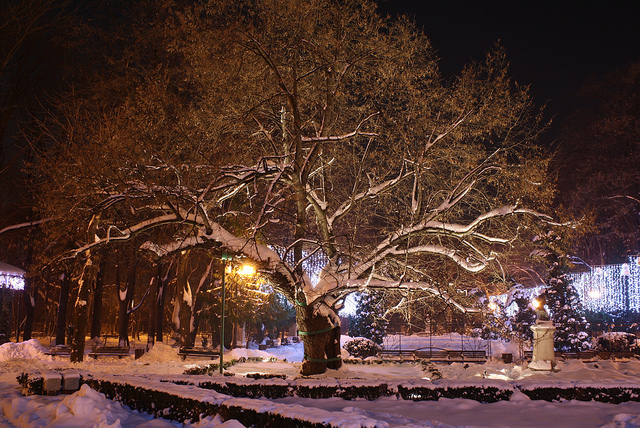